# 斛斯元壽
斛斯元寿（？—534年），一作元受，广牧富昌（今内蒙古准格尔旗沙圪堵古城）人，中国南北朝北魏末年军人，斛斯椿弟，高车族。
斛斯元寿刚毅率直，武力过人，蛮弓两石，善骑射，能左右驰射。普泰元年（531年）三月戊戌，魏节闵帝以使持节、侍中、车骑大将军斛斯椿，侍中、卫将军斛斯元寿，一起特进、仪同三司。官至吏部尚书，封乾县伯。魏孝武帝即位，斛斯元寿进爵为乾县公，斛斯椿拥护魏孝武帝拒高欢，以斛斯元寿为豫州刺史。魏孝武帝入关中后，在豫州被部属杀害。赠司空，谥号景庄。